# Girls Aloud/Diskografie
Diese Diskografie ist eine Übersicht über die musikalischen Werke der britischen Pop-Girlgroup Girls Aloud. Den Schallplattenauszeichnungen zufolge hat sie bisher mehr als 8,7 Millionen Tonträger verkauft. Ihre erfolgreichste Veröffentlichung ist die Kompilation The Sound of Girls Aloud – The Greatest Hits mit über 1,2 Millionen verkauften Einheiten.

## Alben

### Studioalben
| Jahr | Titel                         | Höchstplatzierung, Gesamtwochen, AuszeichnungChartplatzierungen (Jahr, Titel, Platzierungen, Wochen, Auszeichnungen, Anmerkungen) | Höchstplatzierung, Gesamtwochen, AuszeichnungChartplatzierungen (Jahr, Titel, Platzierungen, Wochen, Auszeichnungen, Anmerkungen) | Höchstplatzierung, Gesamtwochen, AuszeichnungChartplatzierungen (Jahr, Titel, Platzierungen, Wochen, Auszeichnungen, Anmerkungen) | Höchstplatzierung, Gesamtwochen, AuszeichnungChartplatzierungen (Jahr, Titel, Platzierungen, Wochen, Auszeichnungen, Anmerkungen) | Anmerkungen                             |
| Jahr | Titel                         | DE | AT | CH | UK | Anmerkungen                             |
| ---- | ----------------------------- | --- | --- | --- | --- | --------------------------------------- |
| 2003 | Sound of the Underground      | — | — | — | UK2 Platin · (26 Wo.)UK | Erstveröffentlichung: 26. Mai 2003      |
| 2004 | What Will the Neighbours Say? | — | — | — | UK6 ×2Doppelplatin · (24 Wo.)UK                                                                                                   | Erstveröffentlichung: 29. November 2004 |
| 2005 | Chemistry                     | — | — | — | UK11 Platin · (16 Wo.)UK | Erstveröffentlichung: 5. Dezember 2005  |
| 2007 | Tangled Up                    | — | — | — | UK4 Platin · (47 Wo.)UK | Erstveröffentlichung: 19. November 2007 |
| 2008 | Out of Control                | — | — | — | UK1 ×2Doppelplatin · (40 Wo.)UK                                                                                                   | Erstveröffentlichung: 3. November 2008  |

### Livealben
| Jahr | Titel        | Höchstplatzierung, Gesamtwochen, AuszeichnungChartplatzierungen (Jahr, Titel, Platzierungen, Wochen, Auszeichnungen, Anmerkungen) | Höchstplatzierung, Gesamtwochen, AuszeichnungChartplatzierungen (Jahr, Titel, Platzierungen, Wochen, Auszeichnungen, Anmerkungen) | Höchstplatzierung, Gesamtwochen, AuszeichnungChartplatzierungen (Jahr, Titel, Platzierungen, Wochen, Auszeichnungen, Anmerkungen) | Höchstplatzierung, Gesamtwochen, AuszeichnungChartplatzierungen (Jahr, Titel, Platzierungen, Wochen, Auszeichnungen, Anmerkungen) | Anmerkungen                            |
| Jahr | Titel        | DE | AT | CH | UK | Anmerkungen                            |
| ---- | ------------ | --- | --- | --- | --- | -------------------------------------- |
| 2008 | Girls A Live | — | — | — | UK29 (1 Wo.)UK | Erstveröffentlichung: 3. November 2008 |

Weitere Livealben
- 2009: Out of Control: Live from the O2

### Kompilationen
| Jahr | Titel                                        | Höchstplatzierung, Gesamtwochen, AuszeichnungChartplatzierungen (Jahr, Titel, Platzierungen, Wochen, Auszeichnungen, Anmerkungen) | Höchstplatzierung, Gesamtwochen, AuszeichnungChartplatzierungen (Jahr, Titel, Platzierungen, Wochen, Auszeichnungen, Anmerkungen) | Höchstplatzierung, Gesamtwochen, AuszeichnungChartplatzierungen (Jahr, Titel, Platzierungen, Wochen, Auszeichnungen, Anmerkungen) | Höchstplatzierung, Gesamtwochen, AuszeichnungChartplatzierungen (Jahr, Titel, Platzierungen, Wochen, Auszeichnungen, Anmerkungen) | Anmerkungen                             |
| Jahr | Titel                                        | DE | AT | CH | UK | Anmerkungen                             |
| ---- | -------------------------------------------- | --- | --- | --- | --- | --------------------------------------- |
| 2006 | The Sound of Girls Aloud – The Greatest Hits | — | — | — | UK1 ×4Vierfachplatin · (55 Wo.)UK                                                                                                 | Erstveröffentlichung: 29. Oktober 2006  |
| 2012 | Ten                                          | — | — | — | UK9 Platin · (25 Wo.)UK | Erstveröffentlichung: 26. November 2012 |

### Remixalben
| Jahr | Titel    | Höchstplatzierung, Gesamtwochen, AuszeichnungChartplatzierungen (Jahr, Titel, Platzierungen, Wochen, Auszeichnungen, Anmerkungen) | Höchstplatzierung, Gesamtwochen, AuszeichnungChartplatzierungen (Jahr, Titel, Platzierungen, Wochen, Auszeichnungen, Anmerkungen) | Höchstplatzierung, Gesamtwochen, AuszeichnungChartplatzierungen (Jahr, Titel, Platzierungen, Wochen, Auszeichnungen, Anmerkungen) | Höchstplatzierung, Gesamtwochen, AuszeichnungChartplatzierungen (Jahr, Titel, Platzierungen, Wochen, Auszeichnungen, Anmerkungen) | Anmerkungen                             |
| Jahr | Titel    | DE | AT | CH | UK | Anmerkungen                             |
| ---- | -------- | --- | --- | --- | --- | --------------------------------------- |
| 2007 | Mixed Up | — | — | — | UK56 (1 Wo.)UK | Erstveröffentlichung: 19. November 2007 |

## Singles
| Jahr | Titel Album                                                          | Höchstplatzierung, Gesamtwochen, AuszeichnungChartplatzierungen (Jahr, Titel, Album, Platzierungen, Wochen, Auszeichnungen, Anmerkungen) | Höchstplatzierung, Gesamtwochen, AuszeichnungChartplatzierungen (Jahr, Titel, Album, Platzierungen, Wochen, Auszeichnungen, Anmerkungen) | Höchstplatzierung, Gesamtwochen, AuszeichnungChartplatzierungen (Jahr, Titel, Album, Platzierungen, Wochen, Auszeichnungen, Anmerkungen) | Höchstplatzierung, Gesamtwochen, AuszeichnungChartplatzierungen (Jahr, Titel, Album, Platzierungen, Wochen, Auszeichnungen, Anmerkungen) | Anmerkungen                                       |
| Jahr | Titel Album                                                          | DE | AT | CH | UK | Anmerkungen                                       |
| ---- | -------------------------------------------------------------------- | --- | --- | --- | --- | ------------------------------------------------- |
| 2002 | Sound of the Underground                                             | DE42 (8 Wo.)DE | — | CH25 (11 Wo.)CH | UK1 ×2Doppelplatin · (22 Wo.)UK | Erstveröffentlichung: 16. Dezember 2002           |
| 2003 | No Good Advice Sound of the Underground                              | — | — | — | UK2 Silber · (23 Wo.)UK | Erstveröffentlichung: 12. Mai 2003                |
| 2003 | Life Got Cold Sound of the Underground                               | — | — | — | UK3 (13 Wo.)UK | Erstveröffentlichung: 18. August 2003             |
| 2003 | Jump What Will the Neighbours Say?                                   | — | — | CH58 (7 Wo.)CH | UK2 Gold · (14 Wo.)UK | Erstveröffentlichung: 17. November 2003           |
| 2004 | The Show What Will the Neighbours Say?                               | — | — | — | UK2 (10 Wo.)UK | Erstveröffentlichung: 28. Juni 2004               |
| 2004 | Love Machine What Will the Neighbours Say?                           | — | — | — | UK2 Platin · (11 Wo.)UK | Erstveröffentlichung: 13. September 2004          |
| 2004 | I’ll Stand by You What Will the Neighbours Say?                      | — | — | — | UK1 Silber · (14 Wo.)UK | Erstveröffentlichung: 15. November 2004           |
| 2005 | Wake Me Up What Will the Neighbours Say?                             | — | — | — | UK4 (11 Wo.)UK | Erstveröffentlichung: 21. Februar 2005            |
| 2005 | Long Hot Summer Chemistry                                            | — | — | — | UK7 (10 Wo.)UK | Erstveröffentlichung: 22. August 2005             |
| 2005 | Biology Chemistry                                                    | — | — | — | UK4 Silber · (12 Wo.)UK | Erstveröffentlichung: 14. November 2005           |
| 2005 | See the Day Chemistry                                                | — | — | — | UK9 (7 Wo.)UK | Erstveröffentlichung: 19. Dezember 2005           |
| 2006 | Whole Lotta History Chemistry                                        | — | — | — | UK6 (9 Wo.)UK | Erstveröffentlichung: 13. März 2006               |
| 2006 | Something Kinda Ooooh The Sound of Girls Aloud – The Greatest Hits   | — | — | — | UK3 Gold · (16 Wo.)UK | Erstveröffentlichung: 23. Oktober 2006            |
| 2006 | I Think We’re Alone Now The Sound of Girls Aloud – The Greatest Hits | — | — | — | UK4 (8 Wo.)UK | Erstveröffentlichung: 18. Dezember 2006           |
| 2007 | Walk This Way –                                                      | — | — | — | UK1 (7 Wo.)UK | Erstveröffentlichung: 12. März 2007 vs. Sugababes |
| 2007 | Sexy! No No No … Tangled Up                                          | — | — | — | UK5 Silber · (13 Wo.)UK | Erstveröffentlichung: 31. August 2007             |
| 2007 | Call the Shots Tangled Up                                            | — | — | — | UK3 Gold · (25 Wo.)UK | Erstveröffentlichung: 26. November 2007           |
| 2007 | Theme to St Trinian’s St. Trinian’s – The Soundtrack                 | — | — | — | UK51 (2 Wo.)UK | Erstveröffentlichung: 10. Dezember 2007           |
| 2008 | Can’t Speak French Tangled Up                                        | — | — | — | UK9 Silber · (24 Wo.)UK | Erstveröffentlichung: 14. März 2008               |
| 2008 | The Promise Out of Control                                           | — | — | — | UK1 Platin · (30 Wo.)UK | Erstveröffentlichung: 15. Oktober 2008            |
| 2009 | The Loving Kind Out of Control                                       | — | — | — | UK10 Silber · (18 Wo.)UK | Erstveröffentlichung: 12. Januar 2009             |
| 2009 | Untouchable Out of Control                                           | — | — | — | UK11 (11 Wo.)UK | Erstveröffentlichung: 27. April 2009              |
| 2012 | Something New Ten                                                    | — | — | — | UK2 Silber · (8 Wo.)UK | Erstveröffentlichung: 16. November 2012           |
| 2012 | Beautiful Cause You Love Me Ten                                      | — | — | — | UK97 (1 Wo.)UK | Erstveröffentlichung: 17. Dezember 2012           |

## Videoalben
| Jahr | Titel                   | Höchstplatzierung, Gesamtwochen, AuszeichnungChartplatzierungen (Jahr, Titel, Platzierungen, Wochen, Auszeichnungen, Anmerkungen) | Höchstplatzierung, Gesamtwochen, AuszeichnungChartplatzierungen (Jahr, Titel, Platzierungen, Wochen, Auszeichnungen, Anmerkungen) | Höchstplatzierung, Gesamtwochen, AuszeichnungChartplatzierungen (Jahr, Titel, Platzierungen, Wochen, Auszeichnungen, Anmerkungen) | Höchstplatzierung, Gesamtwochen, AuszeichnungChartplatzierungen (Jahr, Titel, Platzierungen, Wochen, Auszeichnungen, Anmerkungen) | Anmerkungen                             |
| Jahr | Titel                   | DE | AT | CH | UK | Anmerkungen                             |
| ---- | ----------------------- | --- | --- | --- | --- | --------------------------------------- |
| 2013 | Ten: The Hits Tour 2013 | — | — | — | UK7 (11 Wo.)UK | Erstveröffentlichung: 11. November 2013 |

Weitere Videoalben
- 2005: Girls on Film (UK: Gold)
- 2005: What Will the Neighbours Say? Live in Concert
- 2006: Off the Record
- 2006: The Greatest Hits Live from Wembley Arena 2006 (UK: Gold)
- 2007: Get Girls Aloud’s Style
- 2008: Ghost Hunting with Girls Aloud
- 2008: Tangled Up – Live from the O2 2008 (UK: Gold)
- 2009: Out of Control – Live from the O2 2009 (UK: Gold)
- 2012: Ten: The Videos

## Boxsets
- 2009: Singles Box Set

## Statistik

### Chartauswertung
|                     | DE    | AT    | CH    | UK    |
| ------------------- | ----- | ----- | ----- | ----- |
| Nummer-eins-Alben   | DE—DE | AT—AT | CH—CH | UK2UK |
| Top-10-Alben        | DE—DE | AT—AT | CH—CH | UK6UK |
| Alben in den Charts | DE—DE | AT—AT | CH—CH | UK9UK |

|                       | DE    | AT    | CH    | UK     |
| --------------------- | ----- | ----- | ----- | ------ |
| Nummer-eins-Singles   | DE—DE | AT—AT | CH—CH | UK4UK  |
| Top-10-Singles        | DE—DE | AT—AT | CH—CH | UK21UK |
| Singles in den Charts | DE1DE | AT—AT | CH2CH | UK24UK |

|                          | DE    | AT    | CH    | UK    |
| ------------------------ | ----- | ----- | ----- | ----- |
| Nummer-eins-Videoalben   | DE—DE | AT—AT | CH—CH | UK—UK |
| Top-10-Videoalben        | DE—DE | AT—AT | CH—CH | UK1UK |
| Videoalben in den Charts | DE—DE | AT—AT | CH—CH | UK1UK |

### Auszeichnungen für Musikverkäufe
| Goldene Schallplatte - Irland - 2007: für das Album Tangled Up Platin-Schallplatte - Europa - 2008: für das Album The Sound of Girls Aloud - Irland - 2005: für das Album Chemistry - 2006: für das Album The Sound of Girls Aloud | 2× Platin-Schallplatte - Irland - 2008: für das Album Out of Control |

Anmerkung: Auszeichnungen in Ländern aus den Charttabellen bzw. Chartboxen sind in ebendiesen zu finden.
| Land/RegionAuszeichnungen für Musikverkäufe (Land/Region, Auszeichnungen, Verkäufe, Quellen) | Silber     | Gold     | Platin       | Verkäufe    | Quellen        |
| -------------------------------------------------------------------------------------------- | ---------- | -------- | ------------ | ----------- | -------------- |
| Europa (IFPI)                                                                                | —          | —        | Platin1      | (1.000.000) | ifpi.org       |
| Irland (IRMA)                                                                                | —          | Gold1    | 4× Platin4   | 52.500      | irishcharts.ie |
| Vereinigtes Königreich (BPI)                                                                 | 7× Silber7 | 8× Gold8 | 16× Platin16 | 8.725.000   | bpi.co.uk      |
| Insgesamt                                                                                    | 7× Silber7 | 9× Gold9 | 21× Platin21 |             |                |